# Biserica „Buna Vestire” din Oteșani

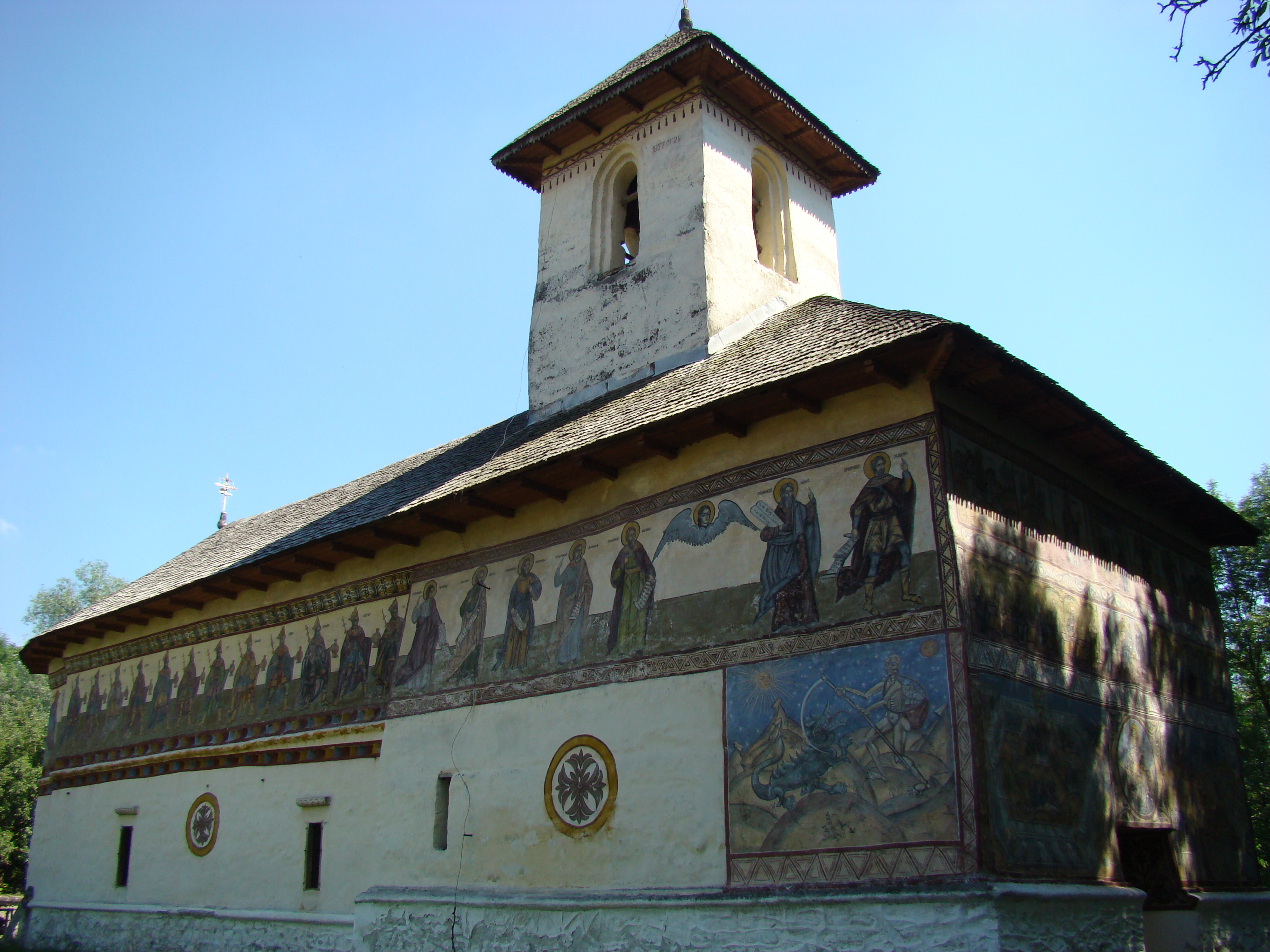
Biserica de zid cu hramul „Buna Vestire” din Oteșani, foto: iunie 2010.

Biserica de zid cu hramul „Buna Vestire” din Oteșani, cătun Burta-Mironești,  comuna Oteșani, județul Vâlcea, a fost construită în 1740. Biserica se află pe noua listă a monumentelor istorice sub codul LMI:  VL-II-m-B-09856.

## Imagini

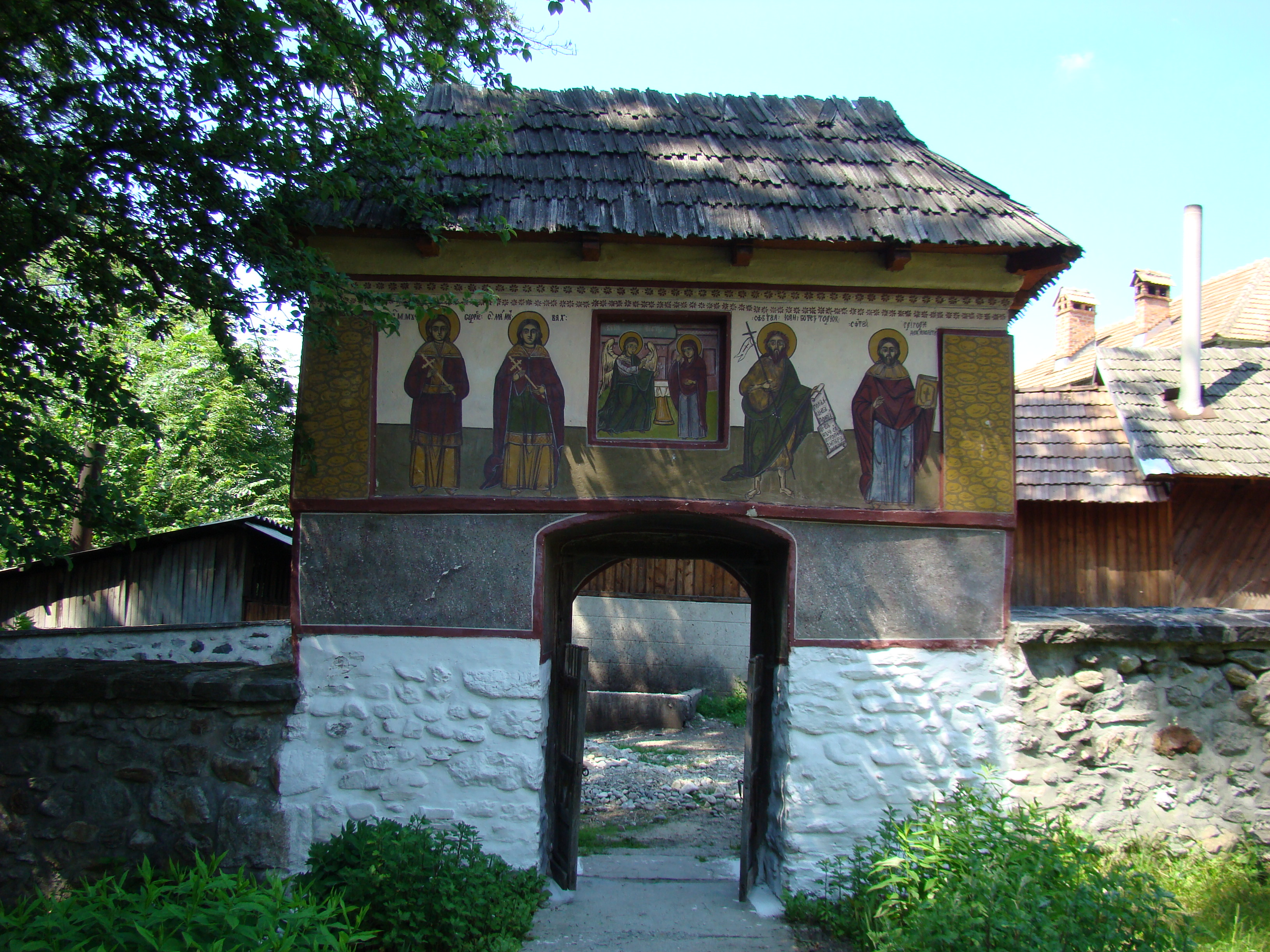
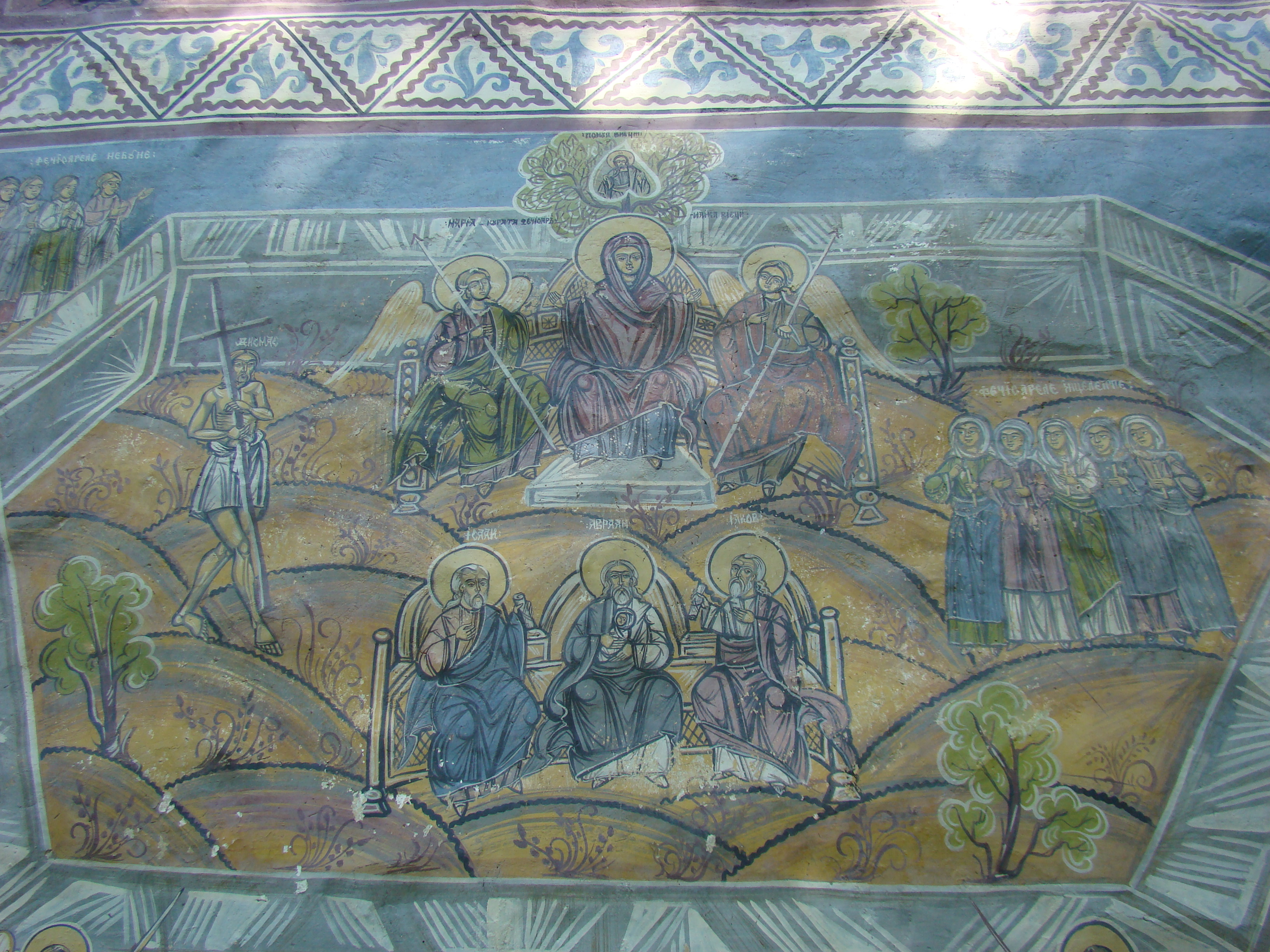
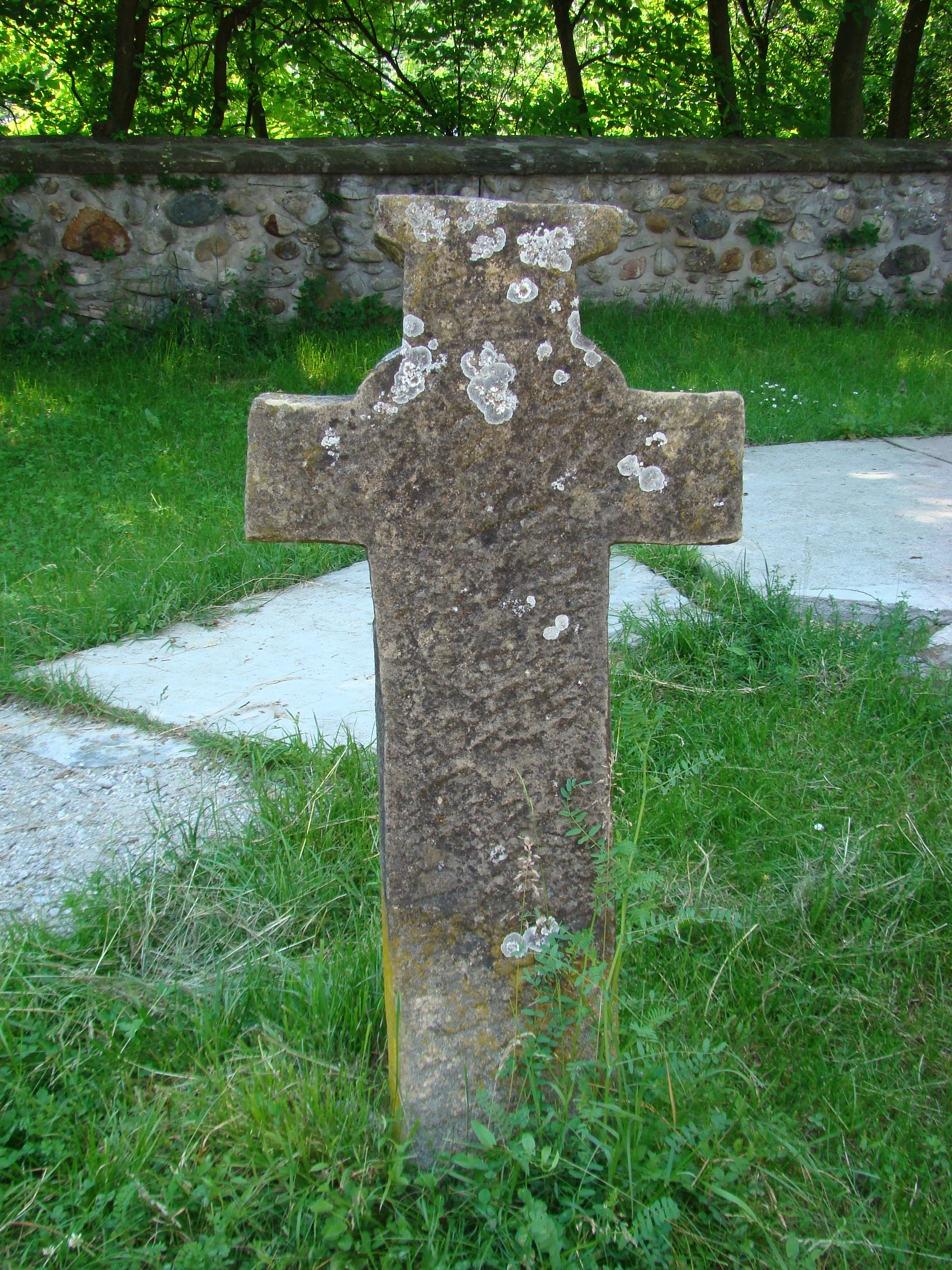
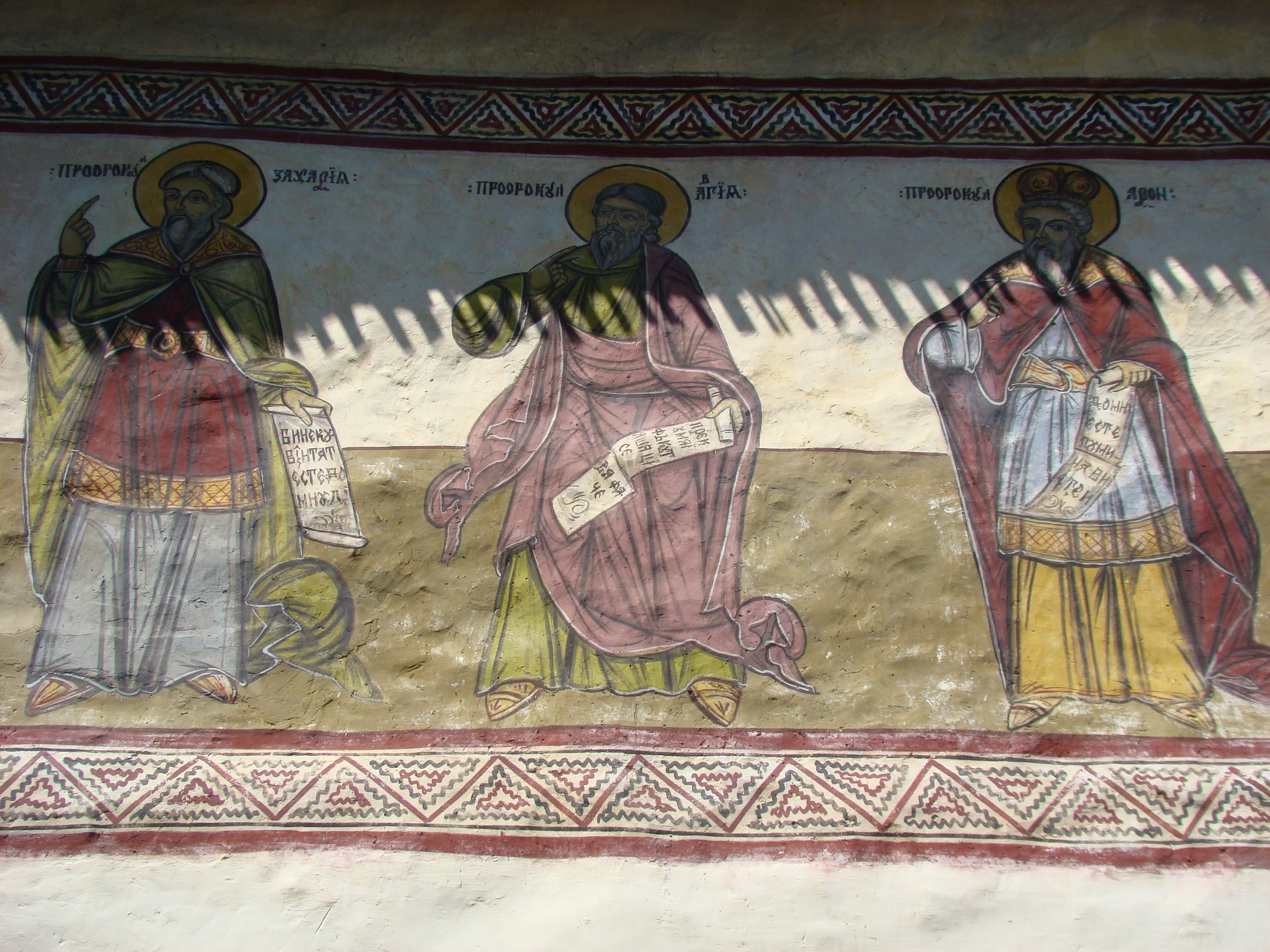
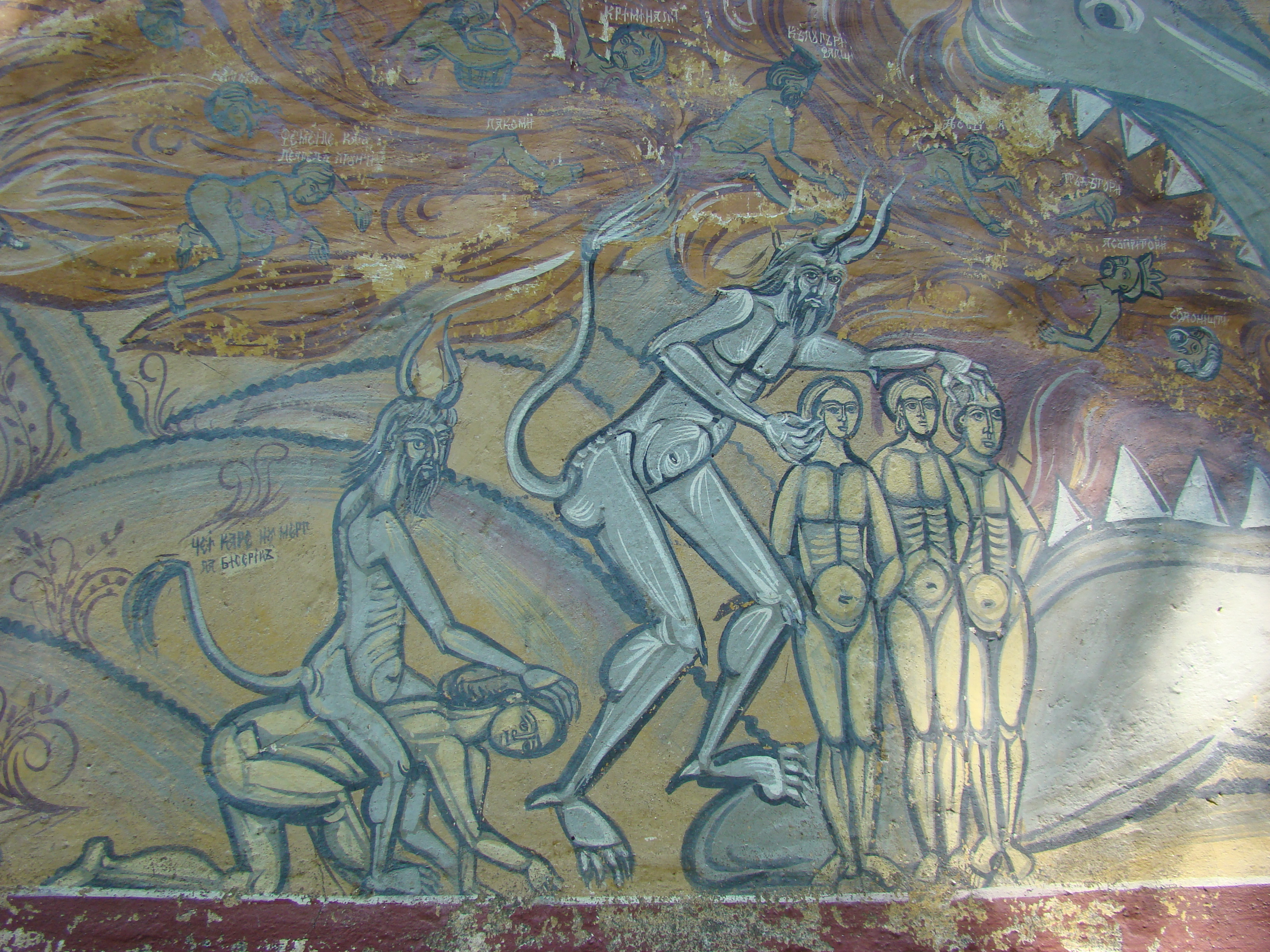
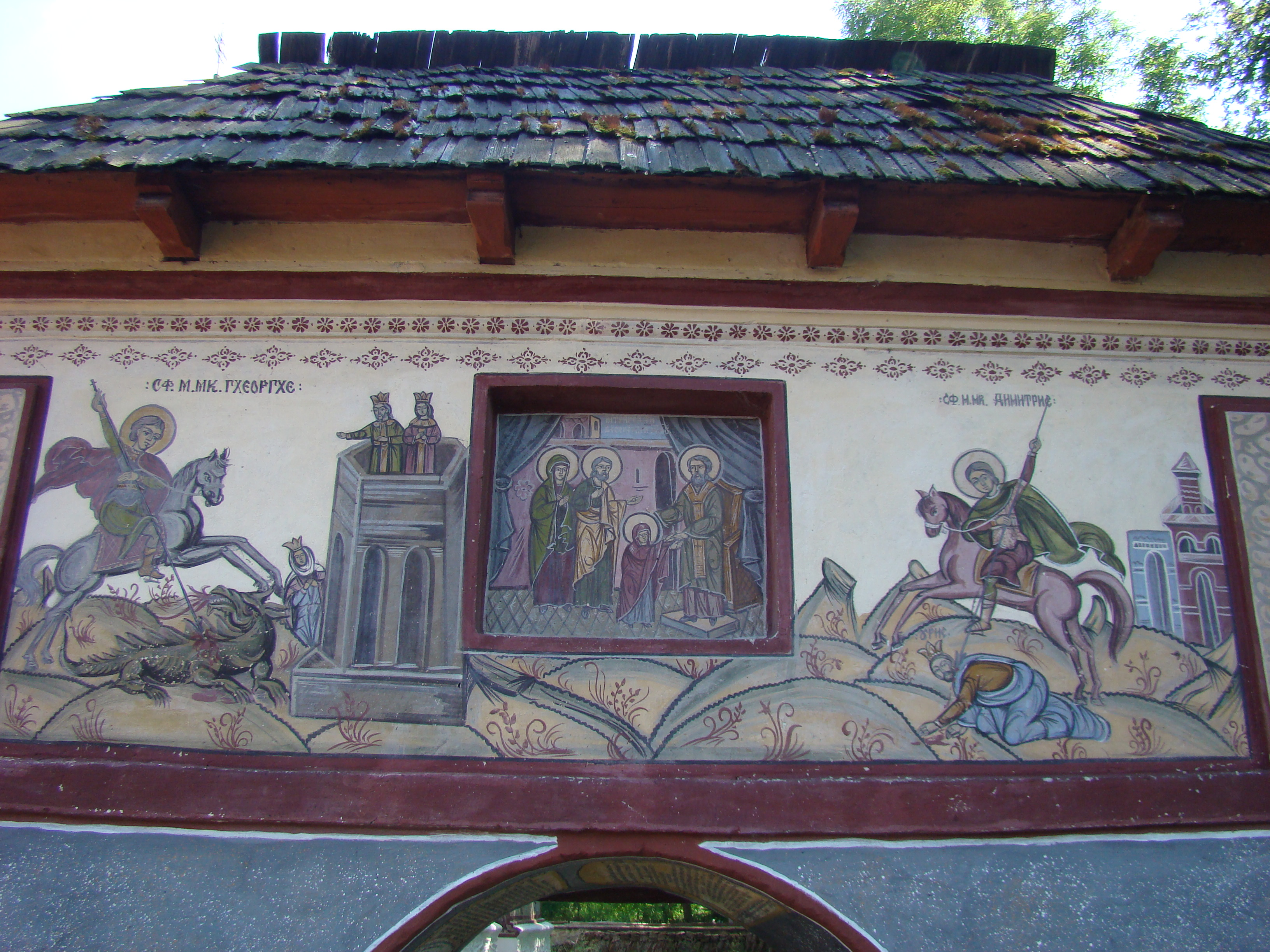
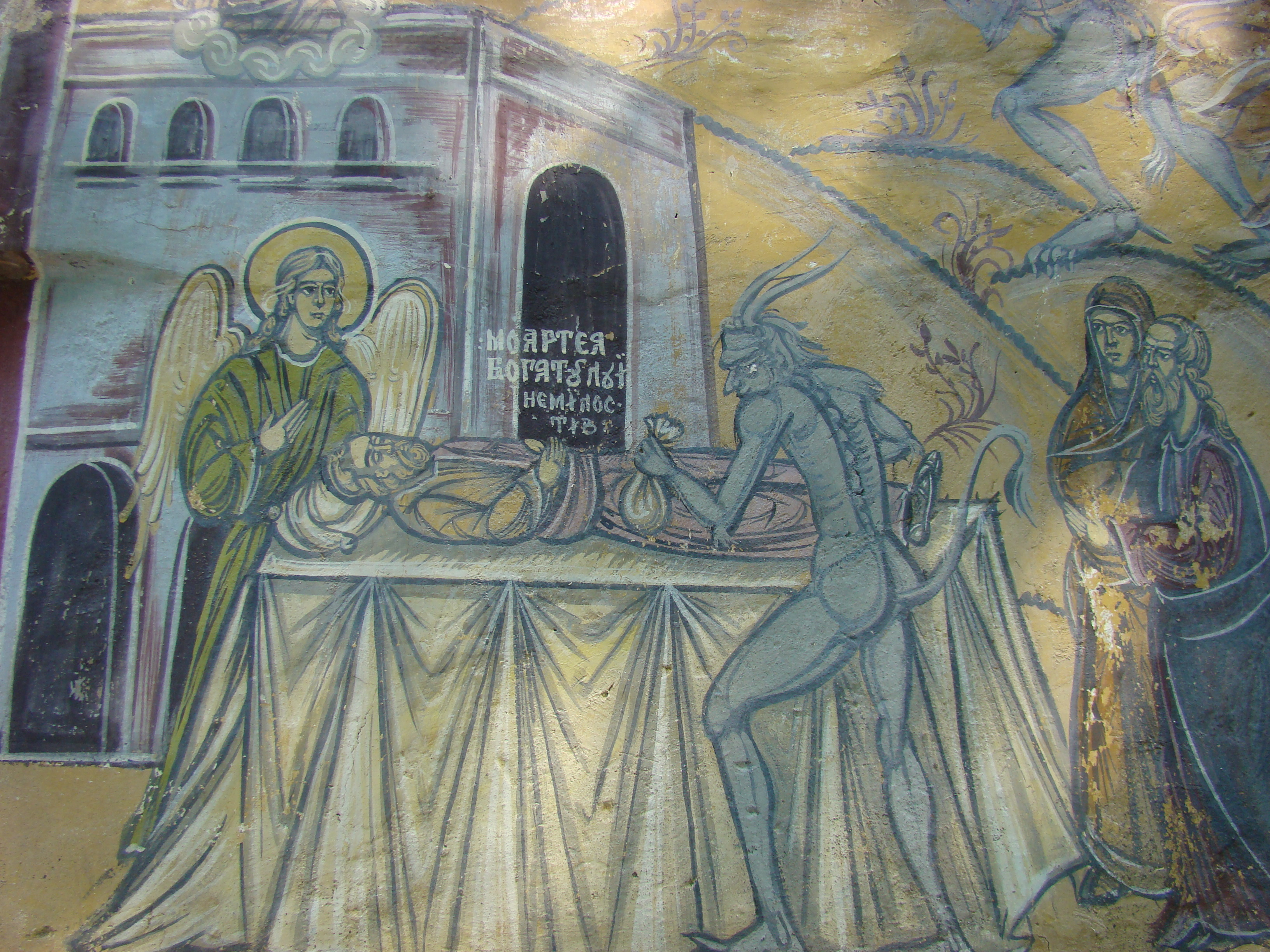
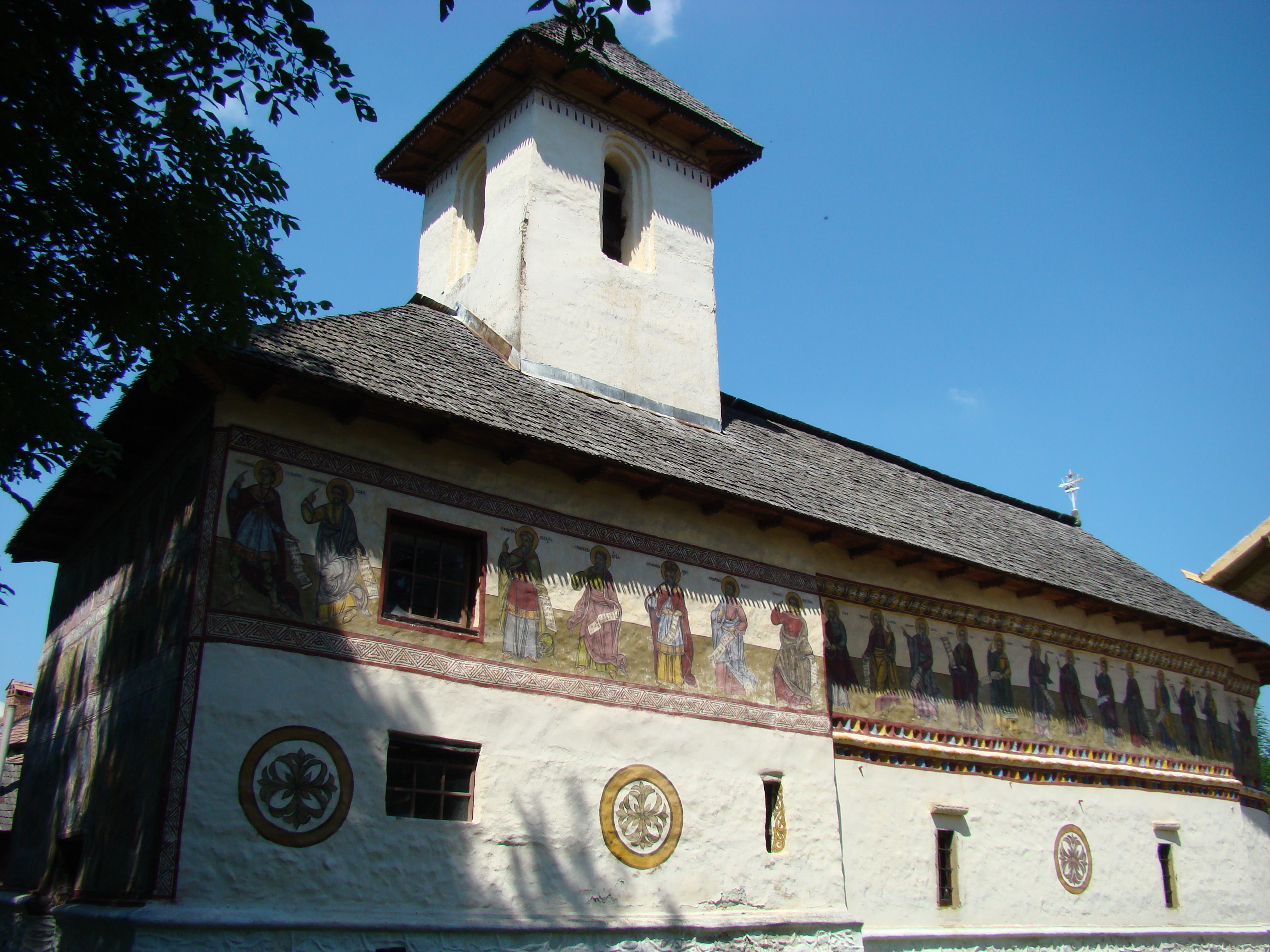